# So ein Team gibt’s nicht noch einmal
So ein Team gibt’s nicht noch einmal (Originaltitel: The Comeback Kid) ist eine US-amerikanische Filmkomödie aus dem Jahr 1980.

## Handlung
Nach dem Ende seiner Karriere erhält der ehemalige Baseballspieler Bubba Newman durch die Jugendbetreuerin Megan Barrett die Möglichkeit eine kleine Stelle als Trainer einer Baseballmannschaft für unterprivilegierte Kinder zu erhalten. Dabei schafft er es nicht nur, aus eine Bande von Straßenkindern eine Mannschaft zu formen, sondern auch das Herz von Megan zu erobern.

## Kritik
„Fürs Fernsehen entstandene romantische Komödie, die durchaus unterhält, aber von menschlicher Wärme geradezu übersättigt erscheint.“

„Ritter und Susan Dey, als seine gutherzige Mitarbeiterin, spielen zurückhaltend, aber überzeugend, in einer erfrischend einfachen Geschichte.“

## Hintergrund
Nachdem der Film am 11. April 1980 auf dem US-amerikanischen Fernsehsender ABC ausgestrahlt wurde, lief er am 6. Oktober 1991 zum ersten Mal auf dem deutschen Fernsehsender Tele 5.